# Viburnum antioquiense
Viburnum antioquiense är en desmeknoppsväxtart som beskrevs av Ellsworth Paine Killip och A. C. Smith. Viburnum antioquiense ingår i släktet olvonsläktet, och familjen desmeknoppsväxter. Inga underarter finns listade i Catalogue of Life.